# エステラ・カンツィアーニ
エステラ・ルイーザ・ミカエラ・カンツィアーニ（Estella Louisa Michaela Canziani、1887年1月12日 - 1964年8月23日）は、イギリス出身の風景画家、装飾家、旅行作家、および民俗学者。

## 生涯

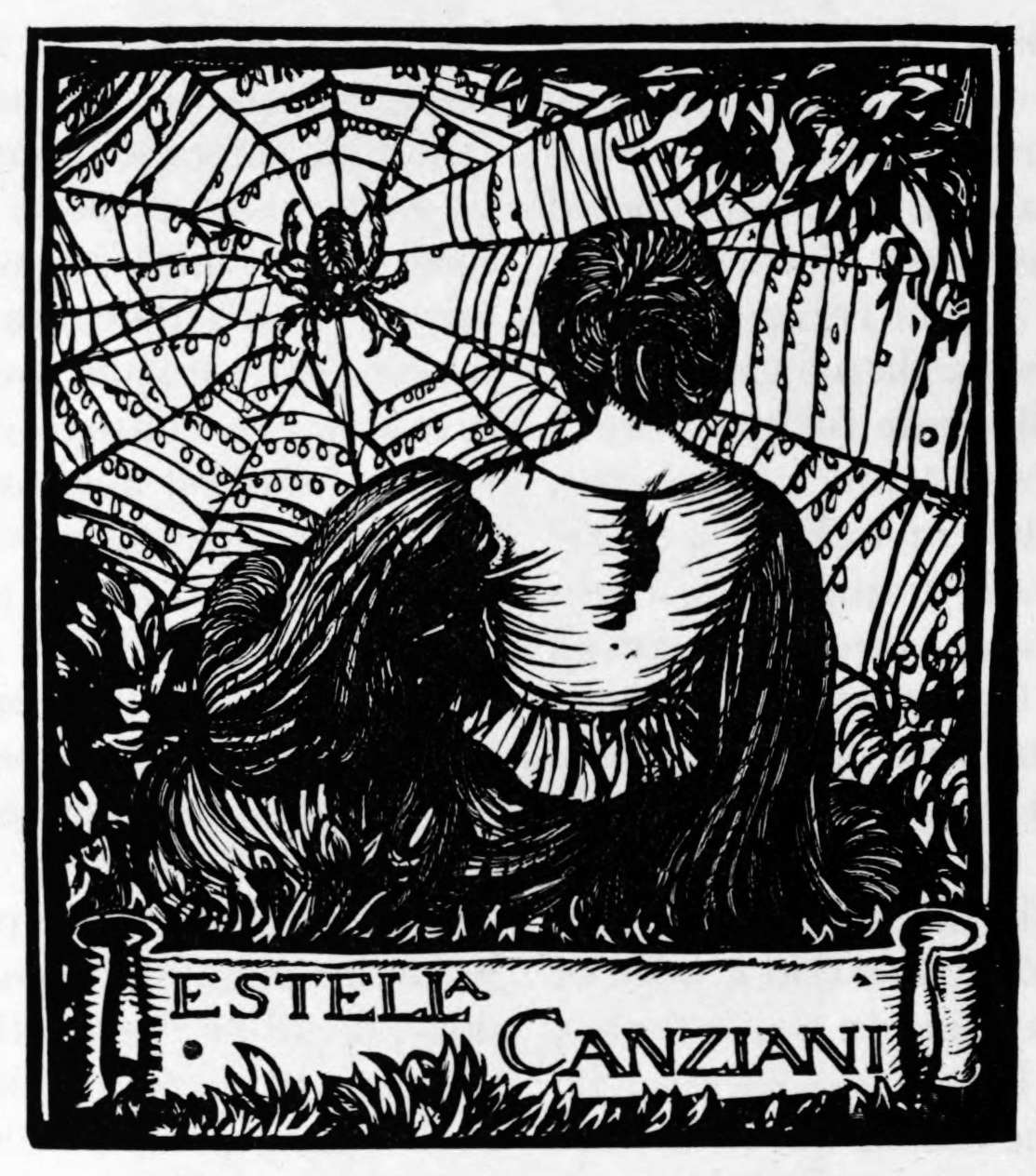
エステラ・カンツィアーニの蔵書票

ロンドンに生まれたエステラ・カンツィアーニは画家ルイーザ・スタールとイタリア出身の土木技師エンリコ・カンツィアーニ（1848年 - 1931年）の娘である。ケンジントン宮殿内にあるケンジントン宮殿街にある生家で生涯を過ごした。
始めにアーサー・コープ卿とアースキン・ニコルが運営するケンジントンの学校「コペルニクス」で、その後はロイヤル・アカデミー・スクールで学びながら画家としての訓練を積んだ。ロンドンの王立芸術院、リヴァプール、ミラノ、ベネチア、フランスで作品を出品した。その中でも1915年に王立芸術院において展示された『夢の管楽器奏者（The Piper of Dreams）』と題された水彩画が最も有名な作品といえよう。この作品の複製画はラファエル前派の画家ウィリアム・ホルマン・ハントの『世界の灯火』に匹敵する人気を誇ったと言われる。
彼女はヨーロッパ全域、特にイタリアを旅して回った。彼女の絵画には北イタリアの人里離れた村で過ごす地元の人々の衣服や生活様式が詳細に記録されている。また本のイラストレーターとしても活躍した。
彼女は『Costumes, Traditions and Songs of Savoy』（1911年）、『Piedmont』（1913年）、『Through the apenines and the Lands of the Abruzzi』（1928年)の計3冊の紀行本を発表しており、この著作がきっかけとなって王立地理学会の会員となった。また『Round About Three Palace Green』（1939年）と題された自叙伝も発表している。
作品の殆どはバーミンガム美術館で保護されている。
カンツィアーニは友会徒であると同時に、英国王立芸術家協会、美術工芸展協会、テンペラ画家協会、英国王立鳥類保護協会、英国動物愛護協会、および英国伝承協会の会員でもあった。